# Algebraisches Hüllensystem
Algebraische Hüllensysteme sind ein Begriff aus dem mathematischen Teilgebiet der universellen Algebra. Ein Hüllensystem heißt algebraisch, wenn es sich als Menge der Universen aller Unterstrukturen einer algebraischen Struktur ergibt.

## Zusammenhang zwischen Hüllensystem und Hüllenoperator
Für ein Hüllensystem {\displaystyle {\mathcal {H}}\subseteq {\mathcal {P}}(S)} über einer Grundmenge {\displaystyle S} ist der zugehörige Hüllenoperator {\displaystyle C_{\mathcal {H}}} auf {\displaystyle {\mathcal {P}}(S)} gegeben durch:
{\displaystyle C_{\mathcal {H}}(A)=\bigcap \{H\in {\mathcal {H}}|H\supseteq A\}} ({\displaystyle A\subseteq S}).
Der Hüllenoperator ordnet also einer Teilmenge von S die kleinste Obermenge aus dem Hüllensystem zu.

## Charakterisierung über Endlichkeitsbedingung
Die Algebraizität eines Hüllensystems lässt sich wie folgt ohne Rückgriff auf algebraische Strukturen charakterisieren: Das Hüllensystem {\displaystyle {\mathcal {H}}} und der Hüllenoperator {\displaystyle C_{\mathcal {H}}} werden algebraisch genannt, wenn folgende Endlichkeitsbedingung erfüllt ist:
Ist {\displaystyle A\subseteq S} und {\displaystyle x\in C_{\mathcal {H}}(A)}, so existiert schon eine endliche Teilmenge {\displaystyle F\subseteq A} derart, dass {\displaystyle x\in C_{\mathcal {H}}(F)}.
Das bedeutet:
Es ist stets 
{\displaystyle C_{\mathcal {H}}(A)=\bigcup \{C_{\mathcal {H}}(F):F\subseteq A\land |F|<\infty \}} ({\displaystyle A\subseteq S}).
In der Logik wird diese Eigenschaft Kompaktheit genannt.
Diese Eigenschaft gilt für jedes Hüllensystem, das durch die Unterstrukturen einer algebraischen Struktur gegeben ist, denn ein Element {\displaystyle x} der Struktur liegt gerade dann im Erzeugnis einer Teilmenge der Struktur, wenn es einen Term bestehend aus den (nach Voraussetzung endlichstelligen) Verknüpfungen der Struktur und Elementen der Teilmenge gibt, dessen Wert {\displaystyle x} ist, und ein Term kann nur endlich viele solche Elemente verwenden. Umgekehrt lässt sich zu einem Hüllensystem mit der obigen Eigenschaft eine entsprechende algebraische Struktur definieren, indem man für jedes {\displaystyle A\subseteq S} und {\displaystyle x} und {\displaystyle F=\left\{f_{1},\ldots ,f_{n}\right\}} wie oben eine Verknüpfung {\displaystyle v\colon S^{n}\mapsto S} definiert durch {\displaystyle v(f_{1},\ldots ,f_{n})=x} und für andere Tupel {\displaystyle (x_{1},\ldots ,x_{n})} (was für {\displaystyle n=0} nicht auftritt) zum Beispiel {\displaystyle v(x_{1},\ldots ,x_{n})=x_{1}} setzt.

## Charakterisierung über Induktivität
Eine Menge von Mengen {\displaystyle {\mathcal {T}}} heißt induktiv, wenn für jede nichtleere bezüglich der Inklusionsrelation aufsteigend linear geordnete Teilmenge {\displaystyle {\mathcal {K}}\subseteq {\mathcal {T}}} die Vereinigungsmenge {\displaystyle \textstyle \bigcup {\mathcal {K}}} wiederum zu {\displaystyle {\mathcal {T}}} gehört. Dies ist äquivalent dazu, dass die Vereinigung jeder nichtleeren bezüglich der Inklusionsrelation gerichteten Teilmenge von {\displaystyle {\mathcal {T}}} wiederum zu {\displaystyle {\mathcal {T}}} gehört. Die Rückrichtung folgt a fortiori, die Hinrichtung ergibt sich per transfiniter Induktion über alle Kardinalzahlen: Als Induktionsanfang betrachte man eine endliche gerichtete Menge, diese hat ein Maximum, womit die Aussage trivial ist. Sei nun also {\displaystyle {\mathcal {K}}\subseteq {\mathcal {T}}} eine gerichtete Teilmenge mit unendlicher Kardinalität {\displaystyle \kappa }. {\displaystyle {\mathcal {K}}} lässt sich als Vereinigung einer aufsteigenden Kette von Teilmengen kleinerer Kardinalität darstellen. Hierfür wähle eine Nummerierung {\displaystyle f\colon \kappa \to {\mathcal {K}}}, dann ist {\displaystyle {\mathcal {K}}} Vereinigung der Bilder {\displaystyle f(\alpha )} für jede Ordinalzahl {\displaystyle \alpha <\kappa }. Da für unendliche Mengen die Menge aller endlichen Teilmengen dieselbe Kardinalität wie die Menge selbst besitzt und sich somit jedes {\displaystyle f(\alpha )} zu einer gerichteten Teilmenge ergänzen lässt, ohne die Kardinalität {\displaystyle \kappa } zu überschreiten, lässt sich {\displaystyle {\mathcal {K}}} sogar als Vereinigung einer aufsteigenden Kette von gerichteten Teilmengen kleinerer Kardinalität. Für diese sei nun per Induktionsvoraussetzung die Behauptung gezeigt und sie ergibt sich für alle Kardinalzahlen.

### Satz von Schmidt
Aus dem Vorherigen ergibt sich ein Satz von Jürgen Schmidt (1918–1980), welcher besagt, dass die Induktivität für ein Hüllensystem äquivalent zur Algebraizität ist.
Denn die Algebraizität impliziert die Induktivität offensichtlich unmittelbar. Umgekehrt betrachte man für ein Hüllensystem {\displaystyle {\mathcal {H}}\subseteq {\mathcal {P}}(S)} und ein {\displaystyle A\subseteq S} die gerichtete Menge {\displaystyle \left\{C_{\mathcal {H}}(F)\mid F\subseteq A\land |F|<\infty \right\}} (sie ist gerichtet, da {\displaystyle C_{\mathcal {H}}(F)\cup C_{\mathcal {H}}(G)=C_{\mathcal {H}}(F\cup G)}). Sie besteht aus Elementen des Hüllensystems, somit ist auch ihre Vereinigung {\displaystyle U} Element des Hüllensystems, somit ist {\displaystyle U=C_{\mathcal {H}}(A)} und die Algebraizität gezeigt. Man beachte, dass der Beweis letzterer Implikation aufgrund obiger Verwendung gewisser Sätze über unendliche Mengen auf dem Auswahlaxiom basiert.

## Beispiele
An zwei einfachen Beispielen kann man den vom Satz formulierten Zusammenhang zwischen Algebraizität und Induktivität nachprüfen.
Ein mögliches Hüllensystem ist die ganze Potenzmenge, {\displaystyle {\mathcal {H}}={\mathcal {P}}(S)}. In diesem Fall ist der Hüllenoperator die Identität. Da jede Teilmenge von {\displaystyle S} die Vereinigung ihrer endlichen Teilmengen ist, sind der Hüllenoperator und das Hüllensystem algebraisch. Tatsächlich ist das Hüllensystem in diesem Fall auch induktiv.
Ein anderes Hüllensystem besteht aus der als unendlich angenommenen Menge {\displaystyle S} und allen endlichen Teilmengen, {\displaystyle {\mathcal {H}}=\{S\}\cup \{A:A\subseteq S\land |A|<\infty \}}. Endliche Teilmengen werden in diesem Fall vom Hüllenoperator auf sich selbst abgebildet, unendliche Teilmengen dagegen auf ganz {\displaystyle S}. Für eine unendliche echte Teilmenge von {\displaystyle S} ist die Endlichkeitsbedingung daher nicht erfüllt, das Hüllensystem somit nicht algebraisch. Tatsächlich ist es auch nicht induktiv, eine aufsteigende Kette endlicher Mengen, die nicht ganz {\displaystyle S} ausschöpft, ist hierfür ein Gegenbeispiel.